# Eudoxoides spiralis
Eudoxoides spiralis är en nässeldjursart som först beskrevs av Bigelow 1911.  Eudoxoides spiralis ingår i släktet Eudoxoides och familjen Diphyidae. Inga underarter finns listade i Catalogue of Life.